# Littlewitch
Littlewitch（リトルウィッチ）は、アダルトゲームブランド。2001年2月に大槍葦人によって立ち上げられた。原画担当でもある大槍葦人が中心となってゲームやその関連グッズの制作を行なっていた。略称はLW、リトウチ、小魔女など。2010年1月より無期限活動休止中となっている。

## 沿革
- 2001年2月、株式会社リトルウィッチ設立（ブランド Littlewitch設立）。
- 2004年8月、文京区関口から港区北青山に移転。
- 2005年12月、港区北青山から中央区日本橋に移転。
- 2008年9月、姉妹ブランド『Littlewitch velvet』発足を発表。
- 2009年12月、公式ホームページ上にて、2010年1月29日からの無期限の活動休止を発表。
- 2010年1月、最新作『シュガーコートフリークス』の発売と同時に無期限活動休止となる（サポートなどは、当面の間は維持継続するとされている）。

## 特徴

### 大槍葦人
社長であり原画家でもある大槍葦人が描くCGはLittlewitchの大きな特徴である。元々同人活動において壁サークルであったことや、2009年12月に発売された「大槍葦人画集 -Chronicle-」が紀伊国屋デイリーランキング１位を飾るなどから分かるように原画家としての人気も高い。発売と同時に活動休止となったシュガーコートフリークスを除く全作品において全原画集が発売されていることも、他のアダルトゲームブランドにはない特徴である。

### フローティングフレームディレクター（FFD）システム
同社の登録商標。その名の通り、浮き上がるようにCGや吹き出しが現れるLittlewitch独自のシステムである。ただし、正確にはFFDとはCGや吹き出しなどの各要素の動きを個別に管理・実行させるためのシステムを指し、前述のような演出方法のみを指す名称ではない点には注意すべきである。以下の記述では便宜的に、管理システムをFFDシステム、演出方法をFFDと標記する。
FFDは漫画のように多種多様な吹き出しやエフェクト、さらにCGまでもが画面内に現れては消え、動き回る演出により従来のアドベンチャーゲームを越えた多彩な表現を可能としている。このシステムは各要素の動き（出現、消滅、移動、回転、etc）を任意のタイミングで実行させることで各場面を演出している（Microsoft PowerPointのアニメーション設定を想像すると理解しやすい）。同社のサイトでは「『動く漫画』と評される」とある。このFFDに加え、ゲームごとの世界観に合わせ、洗練されたグラフィカルユーザーインターフェースも特徴の一つである。その一方でFFDにかかるコストとして、シナリオの中では特別重要でないイベントも含めてほぼ全ての場面に専用のCGを用意する必要があり、そのため一般的なアドベンチャーゲームに比べて非常に大量の原画が必要となる。また、各要素の動きは一つずつ個別に設定していく必要があり、演出全体の流れや整合性をとる必要もあるため多くの人手がかかる。
『少女魔法学リトルウィッチロマネスク』ではアドベンチャーパートでは一部のイベントを除き、立ち絵に吹き出し（一部ウィンドウ）になり、『ロンド・リーフレット』以降は立ち絵に会話ウィンドウといった、恋愛シミュレーションゲームではごく一般的に見られる形式になっている。その代替として、キャラクターの感情表現や場面演出などは立ち絵などを小さく動かすことによって表現している（キャラクターがうなずく時は上下に一度揺らす、等）。

FFDはLittlewitchにおける象徴的な演出方法ではあるが、これをあえて除いたことによって作品の長尺化が叶えられたことや、アダルトゲームとしては破格であった開発費（前述の通り、スクリプタの人件費）を大幅に削減できたことが語られている。 
ただし、『ロンド・リーフレット』以降もFFDシステム自体はベースのシステムとして変わらず使用されており、Littlewitchにおける根幹的システムであることに変わりはない。

### Littlewitch velvet
2008年9月に発足が発表されたLittlewitchの姉妹ブランド。「Hに特化した」と謳われており、従来のLittlewitchブランドで発売されていた作品よりも、よりアダルト要素を強調した作品を制作するブランドとして立ち上げられた。

2009年3月、処女作『聖剣のフェアリース』を発売した。

### その他
ブランド名・Littlewitchは、大槍葦人商業誌で初めて出した漫画のタイトルが由来になっている。新しいことに挑戦しつつも、初心を忘れないようにという思いで名付けられた。

## 作品一覧

### Littlewitch
- 白詰草話 -Episode of the Clovers-
  - 初回限定盤 - 2002年7月5日発売
  - 通常盤 - 2002年10月25日発売
  - Standard Edition(DVDトールケースサイズ) - 2006年12月22日発売
  - ドリームキャスト初回限定盤 - 2003年6月26日発売 (販売元:NECインターチャネル)
  - ドリームキャスト通常盤 - 2003年6月26日発売 (販売元:NECインターチャネル)
  - ダウンロード版 - 2011年6月24日配信開始
- Quartett!
  - 初回限定盤 - 2004年4月23日発売
  - Standard Edition(DVDトールケースサイズ) - 2006年12月22日発売
  - PS2初回限定盤 - 2006年9月28日発売 (販売元:プリンセスソフト)
  - PS2通常盤 - 2006年9月28日発売 (販売元:プリンセスソフト)
- 少女魔法学リトルウィッチロマネスク
  - 初回限定盤 - 2005年7月29日発売 (販売元:サクセス)
  - PS2盤 - 2007年2月22日発売 (販売元:サクセス)
- リトルウィッチファンディスク -ちいさな魔女の贈りもの- (上記3作品のファンディスク) - 2006年4月28日発売
- ロンド・リーフレット
  - 初回限定盤 - 2007年1月26日発売
  - ダウンロード版 - 2011年9月16日配信開始
- ピリオド - 2007年12月21日発売
- 少女魔法学リトルウィッチロマネスク editio perfecta (リトルウィッチロマネスクをフルボイス化し追加シナリオを加えた完全版)
  - 初回限定盤 - 2008年6月27日発売
  - ダウンロード版 - 2013年7月26日配信開始
- ピリオド sweet drops (ピリオドのファンディスク的続編作品)
  - 初回限定盤 - 2008年9月26日発売
  - ピリオド＋ピリオド sweet drops 新入生歓迎セット(ダブルパッケージ版) - 2008年9月26日発売
  - ダウンロード版 - 2011年12月16日配信開始
- シュガーコートフリークス
  - 初回限定盤 - 2010年1月29日発売
  - ダウンロード版 - 2012年8月24日配信開始

### Littlewitch velvet
- 聖剣のフェアリース
  - 初回限定盤 - 2009年3月27日発売
  - ダウンロード版 - 2011年7月29日配信開始